# Föreningen Vetenskap och Folkbildning
Föreningen Vetenskap och Folkbildning (VoF), är en ideell förening som utgör en svensk gren av den internationella skeptikerrörelsen. 
Föreningen bildades 1982 och har som syfte att främja folkbildning om vetenskapens metoder och resultat. Man ger ut tidskriften Folkvett och anordnar föredrag som behandlar ämnen relaterade till vetenskap och pseudovetenskap. Sedan 1987 delar föreningen ut utmärkelserna Årets folkbildare och Årets förvillare.

## Verksamhet
Föreningen Vetenskap och Folkbildning hade vid årsskiftet 2016/2017 2 800 medlemmar. Tre framträdande medlemmar är professorn i filosofi Sven Ove Hansson, professorn i molekylär cellbiologi Dan Larhammar och astronauten Christer Fuglesang.
När Föreningen Vetenskap och Folkbildning grundades 1982 uttryckte den att "Upplysningsprojektet" inte var avslutat. Föreningen ingår i ett internationellt nätverk av organisationer, vanligen kallat skeptikerrörelsen, som utbyter erfarenheter och information om pseudovetenskap med varandra. Den främsta representanten för denna rörelse är amerikanska Committee for Skeptical Inquiry, som grundades 1976 och var en förebild när den svenska grenen bildades. Den amerikanska organisationen var från början huvudsakligen inriktad på att granska paranormala fenomen, medan den svenska  valde en mer allmän inriktning. Beteckningen "skeptiker" är ganska vanlig på föreningens sympatisörer. Företrädare har ibland uttryckt missnöje med termen, eftersom de anser att detta antyder att Föreningen Vetenskap och Folkbildning skulle stå för någon speciell vetenskapssyn.
Under Almedalsveckan i Visby 2011 arrangerade föreningen en aktion mot alternativmedicin tillsammans med medlemmen Christer Fuglesang. Totalt elva personer svalde överdoser (tio gånger mer än rekommenderat intag) av det homeopatiska medlet Coffea Alfaplex för att visa på att homeopatiska preparat är verkningslösa. Aktionen inspirerades av 10:23-kampanjen i Storbritannien. Samtliga deltagare mådde bra efter överdosen.
Under 2015 genomförde föreningen en opinionsundersökning om svenskars inställning till vetenskap och till diverse frågor inom föreningens intresseområden. Föreningen skriver debattartiklar och arbetar aktivt för att motverka pseudovetenskap i olika sammanhang. Lokalavdelningar finns i Uppsala, Värmland, Stockholm, Örebro, Göteborg och Skåne. Föreningens största publika evenemang är deltagandet vid den årliga bokmässan i Göteborg.

### Förfalskat utskick 2016
I början av januari 2016 uppmärksammades ett förfalskat pressmeddelande som skickats ut i Vetenskap och Folkbildnings namn samt publicerats på Torbjörn Sasserssons webbplatser vetenskap-folkbildning.nu och aretsforvillare.nu. Sassersson meddelade att han avsåg sluta med sitt agerande ”först om den verkliga föreningen slutar med sina priser”.

## Utmärkelser
- Harry Martinson-priset 2012 – utdelat av Olofströms kommun, i samarbete med Harry Martinson-sällskapet, "för arbetet att i Martinsons anda värna kunskap och fördriva förvillelse"[14][15][16] Organisationen Elöverkänsligas rätt JO-anmälde därför kommunen.[17]

## Ordförande
- Sven Ove Hansson, 1982–1988
- Per Olof Hulth, 1988–1998
- Dan Larhammar, 1998–2004
- Jesper Jerkert, 2004–2008
- Hanno Essén, 2008–2011
- Martin Rundkvist, 2011–2014
- Linda Strand Lundberg, 2014–2017
- Peter Olausson, 2017–2018
- Pontus Böckman, 2018–2023
- Lina Tebbla, 2023–